# Luigi Cimara
Luigi Cimara (19 de julio de 1891 – 26 de enero de 1962) fue un actor teatral, radiofónico, cinematográfico y televisivo de nacionalidad italiana.

## Biografía
Nacido en Roma, Italia, en el seno de una familia aristocrática (el padre, Giuseppe Cimara, formaba parte de la Guardia Noble en Ciudad del Vaticano), estudió interpretación en la Academia Nacional de Santa Cecilia de Roma, recibiendo clases de Virginia Marini. Debutó en el teatro en 1912 en la compañía de Amedeo Chiantoni, destacando por su figura típica de actor joven, con un físico delgado y elegante.
Posteriormente, en la temporada 1913-1914, entró a formar parte de la compañía de Lyda Borelli y, desde 1915 a 1921, de la formación de Armando Falconi y Tina Di Lorenzo, actuando como primer actor joven. A continuación actuó en la compañía de Dario Niccodemi, formando con Vera Vergani una conjuntada pareja. Su gran oportunidad llegó en 1931, cuando finalmente dio nombre a una compañía teatral, la famosa Sergio Tofano-Elsa Merlini-Luigi Cimara.
Los años 1930 fueron muy satisfactorios para Cimara. Así, en 1934 fue compañero de escena de Kiki Palmer, y después, en 1935, primer actor con Laura Adani y Umberto Melnati. En 1937 actuó con Paola Borboni y, en 1939-1940, con Evi Maltagliati y Carlo Ninchi.
Finalizada la Segunda Guerra Mundial colaboró con Lilla Brignone en la temporada 1946-1947, y en la 1948-1949 hizo lo mismo con Sarah Ferrati y Leonardo Cortese.
En 1950-1951 formó la compañía Cimara-Andreina Paul-Lida Ferro y, en 1951-1952, la Vivi Gioi-Cimara-Margherita Bagni, que llevó a escena un entretenido montaje de La cicogna si diverte, de André Roussin. En 1953 actuó con Anna Magnani en la última revista que interpretó la actriz, y en 1954 fue compañero de Enrico Maria Salerno y de la debutante Anna Maria Guarnieri en una comedia de gran éxito: Quando la luna è blu, de Frederick Hugh Herbert, que Cimara también supervisó y dirigió.
En 1955 estuvo entre los intérpretes de una memorable puesta en escena de El jardín de los cerezos dirigida por Giorgio Strehler, y en la que actuaban Tino Carraro y Sarah Ferrati. Su aplomo le hizo ganarse el sobrenombre del Beau Brummell del teatro italiano, del cual fue un auténtico protagonista hasta su muerte. 
También estuvo activo en el cine, medio en el cual trabajó como actor de carácter (se recuerda su papel en Cinque poveri in automobile). Además, Cimara actuó para la televisión y la radio, participando en diferentes producciones y comedias. 
Luigi Cimara falleció en Roma, Italia, en 1962. Era hermano del también actor Giovanni Cimara.

## Filmografía selecta
- La telefonista, de Nunzio Malasomma (1932)
- Teresa Confalonieri, de Guido Brignone (1934)
- Re burlone, de Enrico Guazzoni (1935)
- L'aria del continente, de Gennaro Righelli (1935)
- La damigella di Bard, de Mario Mattoli (1936)
- Gli ultimi giorni di Pompeo, de Mario Mattoli (1937)
- Belle o brutte si sposan tutte..., de Carlo Ludovico Bragaglia (1939)
- Ricchezza senza domani, de Ferdinando Maria Poggioli (1940)
- Validità giorni dieci, de Camillo Mastrocinque (1940)
- Piccolo re, de Redo Romagnoli (1940)
- Dora Nelson, de Mario Soldati (1940)
- Primo amore, de Carmine Gallone (1941)
- Luna di miele, de Giacomo Gentilomo (1941)
- Redenzione, de Marcello Albani (1942)
- Ho tanta voglia di cantare, de Mario Mattoli (1943)
- Sant'Elena, piccola isola, de Umberto Scarpelli y Renato Simoni (1943)
- Il fiore sotto gli occhi, de Guido Brignone (1944)
- Adamo ed Eva, de Mario Mattoli (1949)
- Cinque poveri in automobile, de Mario Mattoli (1952)
- Altri tempi, de Alessandro Blasetti (1952)
- Lulù, de Fernando Cerchio (1953)
- A Breath of Scandal, de Michael Curtiz (1960)

## Radio
- Oh amante mia!, de Terence Rattigan, con Margherita Bagni, Luigi Cimara y Franco Pastorino. 8 de marzo de 1954.

## Televisión
- Il piacere dell'onestà, de Luigi Pirandello, con Luigi Cimara, Elena Zareschi y Fanny Marchiò. Dirección de Franco Enriquez, 20 de noviembre de 1955.
- L'ufficiale della guardia, de Ferenc Molnár, con Lea Padovani, Luigi Cimara y Paolo Carlini. Dirección de Tatiana Pavlova, 7 de diciembre de 1956.

## Teatro
- Ciascuno a suo modo, de Luigi Pirandello, dirección artística de Dario Niccodemi. 1924
- Triangoli, de Dino Falconi y Oreste Biancoli, dirección artística de Dario Niccodemi y Ruggero Lupi, con Ruggero Lupi, Elsa Merlini y Luigi Cimara. Teatro Manzoni de Milán, 18 de enero de 1930.
- La donna in vetrina, de Luigi Antonelli, dirección artística de Dario Niccodemi y Ruggero Lupi, con Ruggero Lupi, Elsa Merlini y Luigi Cimara. Teatro Argentina de Roma, 26 de mayo de 1930.
- Tiro a quattro, de Frederick Lonsdale. Dirección de Oreste Biancoli, con Luigi Cimara, Anna Proclemer y Vivi Gioi. Teatro Astra de Roma, 5 de diciembre de 1944.
- Rabagas, de Victorien Sardou, dirección de Ruggero Ruggeri. Con Ruggero Ruggeri, Evi Maltagliati y Luigi Cimara. Teatro Quirino de Roma, 3 de febrero de 1945.
- La luna è tramontata, de John Steinbeck, dirección de Vito Pandolfi. Con Annibale Betrone, Mario Gallina y Luigi Cimara. Teatro Quirino, 15 de febrero de 1945.
- Ardelia o La Margherita, de Jean Anouilh. Teatro Valle di Roma 25 de marzo de 1949 .
- El jardín de los cerezos, de Antón Chéjov, con Aristide Baghetti, Tino Carraro y Luigi Cimara. Dirección de Strehler. Piccolo Teatro de Milán, 13 de enero de 1955.
- La sensale di matrimoni, de Thornton Wilder, con Laura Adani, Luigi Cimara y Alberto Lionello, 1956.